# 瑪莎·柯絲堤雅克
瑪莎·奧萊希芙娜·柯絲堤雅克（羅馬化：Marta Olehivna Kostiuk；2002年6月28日—），港譯歌絲卓、陸譯科斯秋克，烏克蘭職業網球女運動員。2023WTA250奧斯汀網球公開賽擊敗格拉切娃獲得生涯首座職業頭銜

## 家庭
出生網球世家，母親塔琳娜·貝科過去是位職業女網選手，生涯最佳排名391名。
2023年冬天已和未婚夫成婚。

## 職業生涯

### 2017
澳網會外賽3連勝，奪生涯首闖大賽正賽，1月15日只花57分鐘就擊敗大會第25號種子彭帥，1月17日再以6比3、7比5擊敗26歲澳洲女將羅戈斯卡。柯絲堤雅克是自2005年後，首位15歲就闖進大賽正賽選手，前一位以15歲之齡於澳網打下勝利的，是去年底退役的「瑞士公主」辛吉絲，辛吉絲曾於1996年澳網打入8強。

## WTA巡迴賽

### 單打: 1 (冠軍)
| 比賽          |
| ------------- |
| WTA 1000      |
| WTA 500       |
| WTA 250 (1–0) |

| 場地       |
| ---------- |
| 硬地 (1–0) |
| 草地 (0–0) |
| 紅土 (0–0) |